# Marcus Ulpius Ofellius Theodorus
Marcus Ulpius Ofellius Theodorus war ein im 2. und 3. Jahrhundert n. Chr. lebender römischer Politiker.
Durch zahlreiche Inschriften auf römischen Meilensteinen, die an verschiedenen Orten auf dem Gebiet der ehemaligen römischen Provinz Cappadocia gefunden wurden und die in die Regierungszeit von Elagabal (218–222) datiert sind, ist belegt, dass Theodorus Statthalter (Legatus Augusti pro praetore) dieser Provinz war; er amtierte vermutlich von 218/219 bis 221/222 in der Provinz.